# Club de Deportes Independiente de Cauquenes
Il Club de Deportes Independiente de Cauquenes è una società calcistica cilena, con sede a Cauquenes. Milita nella Liga Chilena de Fútbol Segunda División, la terza serie del calcio cileno.

## Storia
Fondato nel 1929, non ha mai vinto trofei nazionali.

## Giocatori celebri
- Arturo Jáuregui